# Rose Hills (Kalifornija)
Rose Hills je naseljeno područje za statističke svrhe u američkoj saveznoj državi Kalifornija. Prema popisu stanovništva iz 2010. u njemu je živjelo 2.803 stanovnika.